# Нушл, Франтишек
Франтишек Нушл (чеш. František Nušl; 3 декабря 1867, Йиндржихув-Градец, Австро-Венгрия, ныне Чехия — 17 сентября 1951, Прага) — чешский астроном и математик, один из основоположников современной чешской астрономии, соучредитель Ондржейовской обсерватории, сооснователь и многолетний глава Чешского астрономического общества. К числу его учеников принадлежало два поколения чешских астрономов.

## Биографические данные
Франтишек Нушл родился в семье Игнаца Нушла и Франтишки Нушловой (в девичестве — Новотна). С 1879 по 1888 год учился в гимназии города Йиндржихув-Градец. Окончив ее, поступил на философский факультет чешской части Карлова университета в Праге. Сосредоточился на математике, физике и астрономии, слушал лекции профессоров Винценца Строугала и Августа Зайдлера, у которого в 1889—1890 годах работал ассистентом. В университете Нушл встречался с будущим президентом Чехословакии Томашем Масариком, лингвистом Яном Ґебауером и историком Ярославом Ґоллом, с которыми потом работал над заключением Энциклопедии Отто. Окончив курс обучения в 1891 году, два года был ассистентом на кафедре физики в Строугала и одновременно готовился к экзаменам на право преподавать в школах математику и физику. Сложив их летом 1893-го, того же года стал учителем математики в реальной гимназии Градец-Кралового. С 1901 года преподавал в Карлине — участки Праги. Работал в гимназиях до 1908 года, а тогда стал адъюнкт-профессором математики Чешского технического университета. Перед тем, в 1905-м, составил магистерский экзамен в Карловом университете — в области практической астрономии и геометрической оптики. Звание профессора получил в 1911 году.
Познакомившись с владельцем фабрики точных инструментов Яном Йозефом Фричем, вместе с ним в 1898 году начал строить Ондржейовську обсерватории и стал ее первым директором. В 1906 году начались астрономические наблюдения в этой обсерватории. 1917 года Нушл был в числе основателей Чешского астрономического общества, а в 1922—1948 годах возглавлял его. 1918 года Нушл занимает пост директора Национальной обсерватории в Праге. Он участвовал в организации строительства Штефаниковой обсерватории в Праге (Петршин). В 1928-м Нушл стал профессором астрономии на природоведческом факультете Карлова университета и находился на этом посту до 1937-го, когда ушел на пенсию. С конца 1920-х он регулярно читал научные лекции по радио. С 1928 по 1935 год был вице-президентом Международного астрономического союза.
Одаренный музыкально, Нушл хорошо играл на скрипке, пел в пражском хоре «Hlahol» вплоть до 1947 года. Был женат Алоизией Нушловою (в девичестве — Долежалова), имел с ней троих детей — двух сыновей и дочь. Его внук Ян Сокол — один из ведущих философов в Чехии, политик.

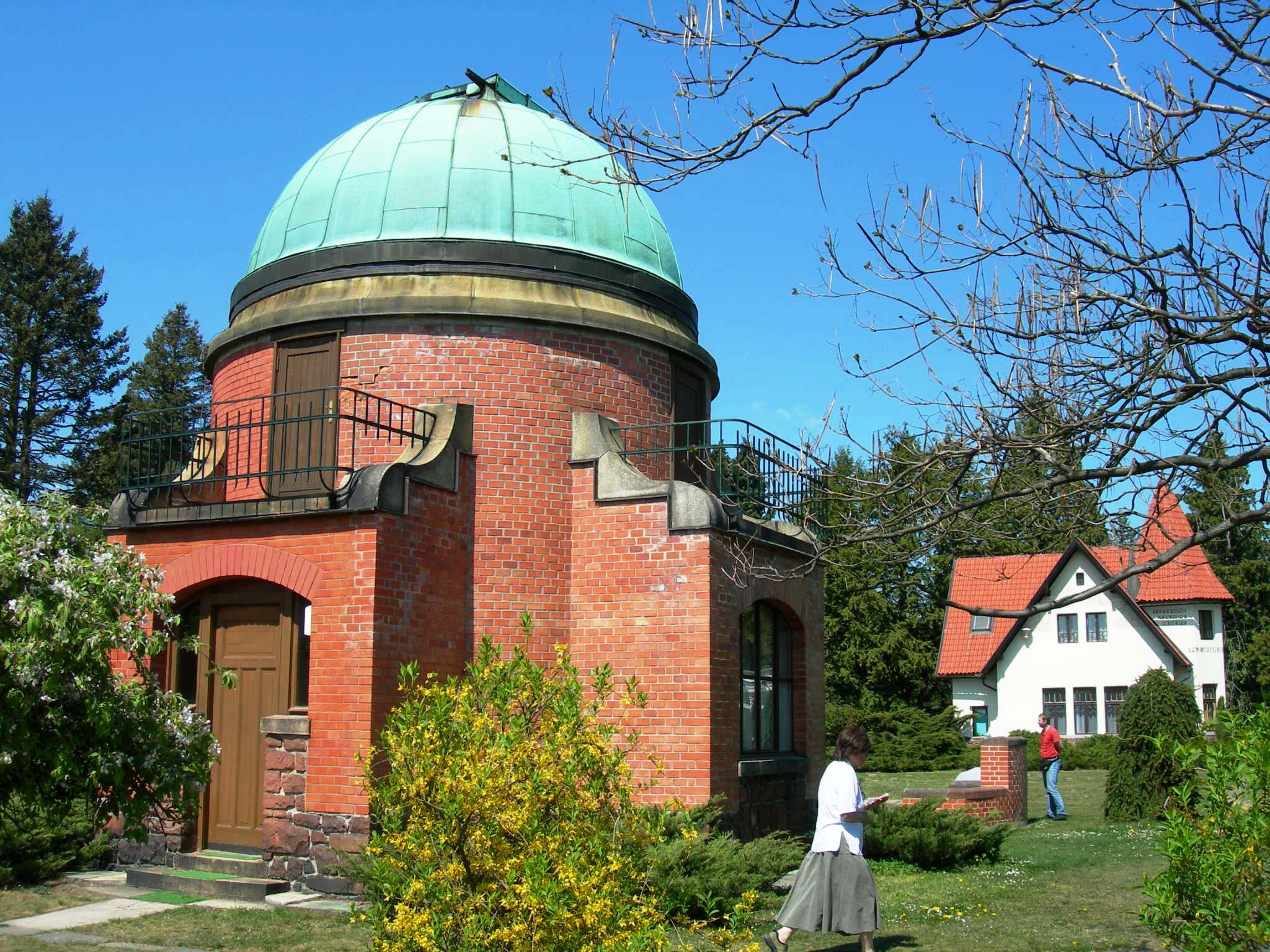
Ондржейевская обсерватория, центральный купол. Фото 2007 года.

## Научная деятельность
Научные труды Франтишека Нушла главным образом посвящены геометрической оптике и практической астрономии. Они публиковались в специализированных отечественных и зарубежных журналах. Прежде всего он был практик, теорию имел только как вспомогательное средство.
Нушл изобрел ряд интересных механизмов и устройств. В 1903 году он сконструировал циркумзенитал — прибор для определения географических координат, в котором используются свойства ртутного зеркала. Изобретение постепенно совершенствовался (в 1906, 1922 и 1932 годах), в испытаниях участвовала армия Чехословакии. За циркумзенитал Франтишек Нушл вместе с Яном Йозефом Фричем получил золотую медаль на Всемирной выставке в Париже 1937 года. Перед открытием радари GPS-систем спутникового слежения этот портативный прибор (он весил около 15 килограммов) наиболее точно определял широту и долготу непосредственно. Способ триангуляции точный, но он не непосредственный, а процесс измерения занимает много времени. Порог точности в циркумзенитала составлял 30 метров (для сравнения: в нынешних GPS этот параметр составляет 3—10 метров.
Еще одно значительное изобретение Нушла — «автоматический микрометр». Это устройство позволяло без электроники надежно фиксировать положение любого небесного тела, что находится под наблюдением. Благодаря нововведению наблюдатель мог не следить за объектом, не было нужды ловить момент, чтобы нажать на кнопку. Кроме того, это изобретение повышало точность наблюдений.

## Память
- В 1970 году именем Франтишека Нушла назван кратер на Луне.
- В 1982 году именем Франтишека Нушла назван астероид 3424 Нушл.
- С 1999 года Чешское астрономическое общество возобновило Премию Франтишека Нушла (ею награждали в 1938—1949 годах).
- В 2002 году Йиндржихув-Градецьку обсерватория названа именем Франтишека Нушла[7]
- Именем Нушла названа улица в Праге — «Nušlova»[9].

## Научные труды
- «Первые studie o refrakčních anomaliích / Zpráva astronomické observatoře bratří Josefa a Jana Friče „Žalov“ u Ondřejova». Rozpravy České akademie císaře Františka Josefa pro vědy, slovesnost a umění, tř. 2, roč. 17, č. 29, Praha, 1908, 10 stran
- «Dvanáct mapek oblohy». Otto, Praha, 1913, 31 stran
- «Obecné vyjádření sférické aberrace differenčními vzorci». Rozpravy Čes. akademie, Tř. II, XV, 23, Praha, 1906, 30 stran
- «Theorie radiozenitálu». Rozpravy České akademie císaře Františka Josefa pro vědy, slovesnost a umění, roč. 13, tř. 2, č. 20, Praha, 1904, 19 stran
- «Micrometre impersonnel pour l’appareil circumzénithal». Académie tchéque des sciences / Publikace universitní hvězdárny bratří Fričů, Č. 1, Prague, 1929, 10 stran
- «O novém hranolovém stroji ku pozorování stálých výšek» (1. část theoretická). Rozpravy České akademie císaře Františka Josefa pro vědy, slovesnost a umění, roč. 10, tř. 2, č. 20, Praha, 1901, 16 stran
- «Druhá studie o cirkumzenitálu». Rozpravy Čes. akademie, Tř. II, XV, 33, Praha, 1906, 39 stran
- «Dílo mistrů». Nákladem vlastním, J. Hradec, 1938, 8 stran
- «O studentské observatoři astronomické». Hradec Králové, 1901, 6 stran